# Josef Německý
Josef Německý (ur. 6 grudnia 1900 w Novym Měście na Moravě, zm. 10 czerwca 1943 tamże) – czechosłowacki biegacz narciarski uczestniczący w zawodach w latach 20. Starszy brat Otakara Německý'ego.
Brał udział w Mistrzostwach Świata w Narciarstwie Klasycznym 1925. Zajął 6. miejsce w biegu na 50 km. Dwukrotnie brał udział w igrzyskach olimpijskich, w 1924 (17. miejsce w biegu na 50 km) i w 1928 (11. miejsce w biegu na 50 km).